# Witold Janowski (matematyk)
Witold Janowski (ur. 22 stycznia 1912 w Warszawie, zm. 14 grudnia 1972 w Łodzi) – polski matematyk, profesor Uniwersytetu Łódzkiego i Politechniki Łódzkiej.

## Życiorys
Studiował na Uniwersytecie Warszawskim, w którym w 1935 roku uzyskał dyplom magistra filozofii w zakresie matematyki. W latach 1934–1939 pracował jako asystent w Wyższej Szkole Gospodarstwa Wiejskiego w Warszawie pod kierunkiem Jerzego Spławy-Neymana. Ukończył Szkołę Podchorążych Rezerwy Łączności w Zegrzu. Podczas wojny trafił do obozu jenieckiego (Oflag II C Woldenberg), gdzie razem z matematykiem Romualdem Zawadzkim i Januszem Stalińskim (późniejszym rektorem Politechniki Gdańskiej) prowadził zajęcia Wyższego Kursu Nauczycielskiego.
Po wojnie rozpoczął współpracę z Uniwersytetem Łódzkim, prowadząc wykłady z geometrii analitycznej nieortogonalnej, od 1946 roku był także pracownikiem Politechniki Łódzkiej. W 1950 roku uzyskał stopień doktor matematyki na Uniwersytecie Marii Curie-Skłodowskiej w Lublinie. Rozprawa nosiła tytuł "Maksimum argumentu funkcji różnowartościowych ograniczonych" i napisana została pod kierunkiem Mieczysława Biernackiego. W tym samym roku zastąpił profesora Edwarda Otto i objął kierownictwo w Katedrze Matematyki i w Zakładzie Matematyki Ogólnej Politechniki Łódzkiej. Funkcję tę sprawował do 1962 roku, kiedy to ówczesne władze zabroniły dwuetatowości. Na Politechnice Łódzkiej w latach 1951–1953 i 1954–1958 był prodziekanem oraz w latach 1953–1954 dziekanem Wydziału Chemicznego.
W 1955 roku uzyskał tytuł docenta, w 1957 profesora nadzwyczajnego, a w 1967 zwyczajnego.
W 1964 w uznaniu zasług dla rozwoju miasta wyróżniony został Honorową Odznaką Miasta Łodzi.
W latach 1960–1970 był kierownikiem Katedry Matematyki na Wydziale Matematyki, Fizyki i Chemii Uniwersytetu Łódzkiego, a od 1970 pierwszym dyrektorem powstałego Instytutu Matematyki, które to stanowisko obejmował do końca swego życia. W latach 1958–1965 był dziekanem Wydziału Wydziale Matematyki, Fizyki i Chemii UŁ i prorektorem uczelni w 1965–1968. W okresie od 10 kwietnia do 30 września 1968 pełnił obowiązki rektora UŁ.
Był uznanym specjalistą w zakresie ekstremalnych zagadnień teorii funkcji analitycznych.

## Miejsce spoczynku
Został pochowany na Cmentarzu katolickim przy ulicy Ogrodowej w Łodzi.